# Margarinotus harrisii
Margarinotus harrisii är en skalbaggsart som först beskrevs av Kirby 1837.  Margarinotus harrisii ingår i släktet Margarinotus och familjen stumpbaggar. Inga underarter finns listade i Catalogue of Life.